# Robert Moffat

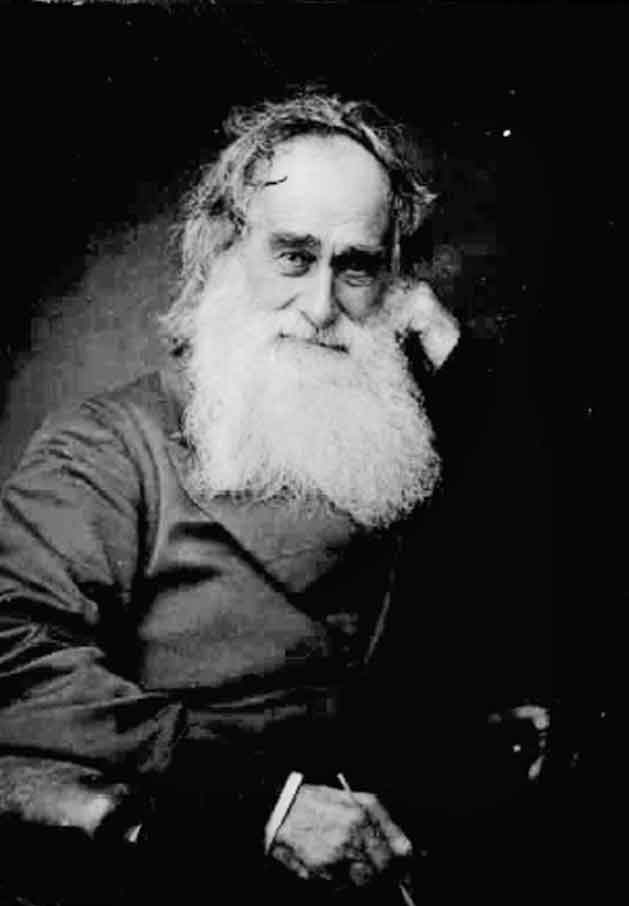
Robert Moffat (foto uit Lives of Robert and Mary Moffat, John Smith Moffat (1885), genomen door Elliott & Fry)

Robert Moffat (Ormiston (East Lothian), 21 december 1795 – Leigh (Kent), 9 augustus 1883) was een Schots congregationalistisch zendeling in Afrika.

## Levensloop
Om werk te vinden vertrok Robert Moffat vanuit Ormiston naar Cheshire in Engeland, om daar als tuinder te gaan werken. Na problemen bij zijn werkgever West Hall High Legh in Cheshire om zijn geloofsovertuiging, vertrok Moffat in 1814 naar de London Missionary Society (LMS) om overzee zendeling te worden. In 1816 kreeg hij op dezelfde dag als John Williams formeel de opdracht om in dienst van de Surrey Chapel voor de LMS in Zuid-Afrika zendingswerk te gaan verrichten. Zijn verloofde Mary Smith (1795–1870) volgde hem drie jaar later, na zijn terugkomst uit Namakwaland waar hij de Afrikaner chief had bekeerd naar het christendom. Smith ondersteunde hem vervolgens in zijn werkzaamheden. 
In 1820 vertrok Moffat met zijn vrouw uit Kaapstad om in Griekwastad zijn werkzaamheden verder te verrichten. In Griekwastad werd ook hun dochter Mary Moffat geboren, zij huwde later met de Britse zendeling David Livingstone. De familie woonde vervolgens in Kuruman, vanuit waar hij verschillende reizen naar het land van de Matabelestam maakte. De resultaten van deze reizen gaf hij door aan het Royal Geographical Society. Tijdens zijn verlof in Groot-Brittannië tussen 1839 en 1843 werd in 1942 het boek Missionary Labours and Scenes in South Africa gepubliceerd, met daarin opgetekend zijn ervaringen tijdens het zendingswerk in Afrika. Ook vertaalde hij de complete Bijbel alsmede het werk The Pilgrim's Progress van John Bunyan in het Tswana. Tijdens zijn verlof gaf hij ook lezingen over de uitgestrekte en ongerepte gebieden van Centraal-Afrika waar het christelijk geloof nog niet of nauwelijks verkondigd was. Bij een van deze lezingen was David Livingstone ook aanwezig, die als gevolg daarvan zijn belangstelling verlegde van China naar Afrika.
Bij terugkomst in Groot-Brittannië in 1870 ontving Moffat een beloning van 5000 pond. Naast zijn ervaring als tuinder en boer, en later als schrijver, ontwikkelde hij zich in de bouw, het timmeren, de drukkunst en als smid. Ook werd hij lobbyist voor het overzeese zendelingswerk in Afrika. Moffat en zijn vrouw kregen naast Mary nog negen kinderen, van wie er enkele al jong gestorven zijn. John Smith Moffat werd net als zijn vader zendeling in Afrika en werkte onder meer in Matabeleland, het Protectoraat Beetsjoeanaland en Kuruman. 
In 1883 overleed Moffat in Leigh, in de buurt van Tunbridge Wells, waarna hij werd begraven op de West Norwood Cemetery.

## Secundaire literatuur
- John Smith Moffat, Lives of Robert and Mary Moffat, (1885)
- Charles Silvester Horne, The Story of the L. M. S., (1894)
- William Walters, Life and Labours of Robert Moffat, D.D., Missionary in South Africa,  (1885)